# In Nomine (musique)
Pour les articles homonymes, voir In Nomine (homonymie).

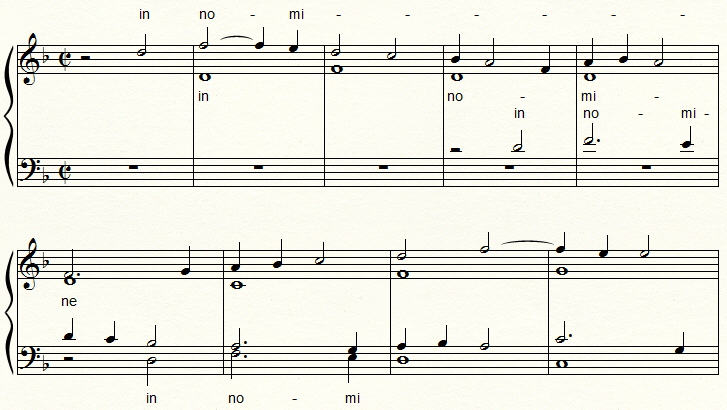
John Taverner, messe "Gloria tibi trinitas". In nomine, extrait du Benedictus

In Nomine est un titre donné à un grand nombre de pièces musicales polyphoniques anglaises au cours du XVIe siècle.

## Histoire
Cette forme musicale prend sa source dans l'Angleterre du XVIe siècle. Les pièces, principalement instrumentales, sont liées au consort de violes. Dans le Benedictus d'une messe à six voix de John Taverner, l'expression latine In nomine Domini, chantée en contrepoint, est à l'origine du genre. Devenue populaire dans les années 1530, cette forme de composition est reprise dans de nombreuses pièces instrumentales, jouées souvent en consort de 4 ou 5 instruments, principalement de la famille des violes.
Généralement, un instrument joue le thème, comme un cantus firmus, alors que les autres jouent des lignes musicales plus complexes, en contrepoint. Il existe cependant des In Nomine composés pour instrument solo, ou pour des duos, notamment de John Dowland.
Ce genre musical comprend des compositions de Christopher Tye (le plus prolifique dans ce genre), de Thomas Tallis, de William Byrd, de John Bull, d'Orlando Gibbons, de Thomas Tomkins, de William Lawes et d'Henry Purcell. Le ton, souvent mélancolique, est parfois serein, vif ou primesautier. Le genre s'éteint au cours du XVIIIe siècle, en même temps que la musique baroque.

## Sources
- Bowers, Roger, Paul Doe, and Hugh Benham: "Taverner, John", The New Grove Dictionary of Music and Musicians, ed. S. Sadie and J. Tyrrell, Londres, Macmillan, 2001.
- Edwards, Warwick: "In Nomine", The New Grove Dictionary of Music and Musicians, ed. S. Sadie and J. Tyrrell, Londres, Macmillan, 2001.